# Ray (North Dakota)
Ray is een plaats (city) in de Amerikaanse staat North Dakota, en valt bestuurlijk gezien onder Williams County.

## Demografie
Bij de volkstelling in 2000 werd het aantal inwoners vastgesteld op 534.
In 2006 is het aantal inwoners door het United States Census Bureau geschat op 530, een daling van 4 (-0.7%).

## Geografie
Volgens het United States Census Bureau beslaat de plaats een oppervlakte van
2,7 km², waarvan 2,6 km² land en 0,1 km² water. Ray ligt op ongeveer 693 m boven zeeniveau.

## Plaatsen in de nabije omgeving
De onderstaande figuur toont nabijgelegen plaatsen in een straal van 32 km rond Ray.